# Station Vogelenzang-Bennebroek
Station Vogelenzang-Bennebroek is een voormalig spoorwegstation in Vogelenzang, gelegen aan de Oude Lijn, de spoorlijn Haarlem - Leiden Centraal. Het station ligt tussen Heemstede-Aerdenhout en Hillegom.

## Geschiedenis

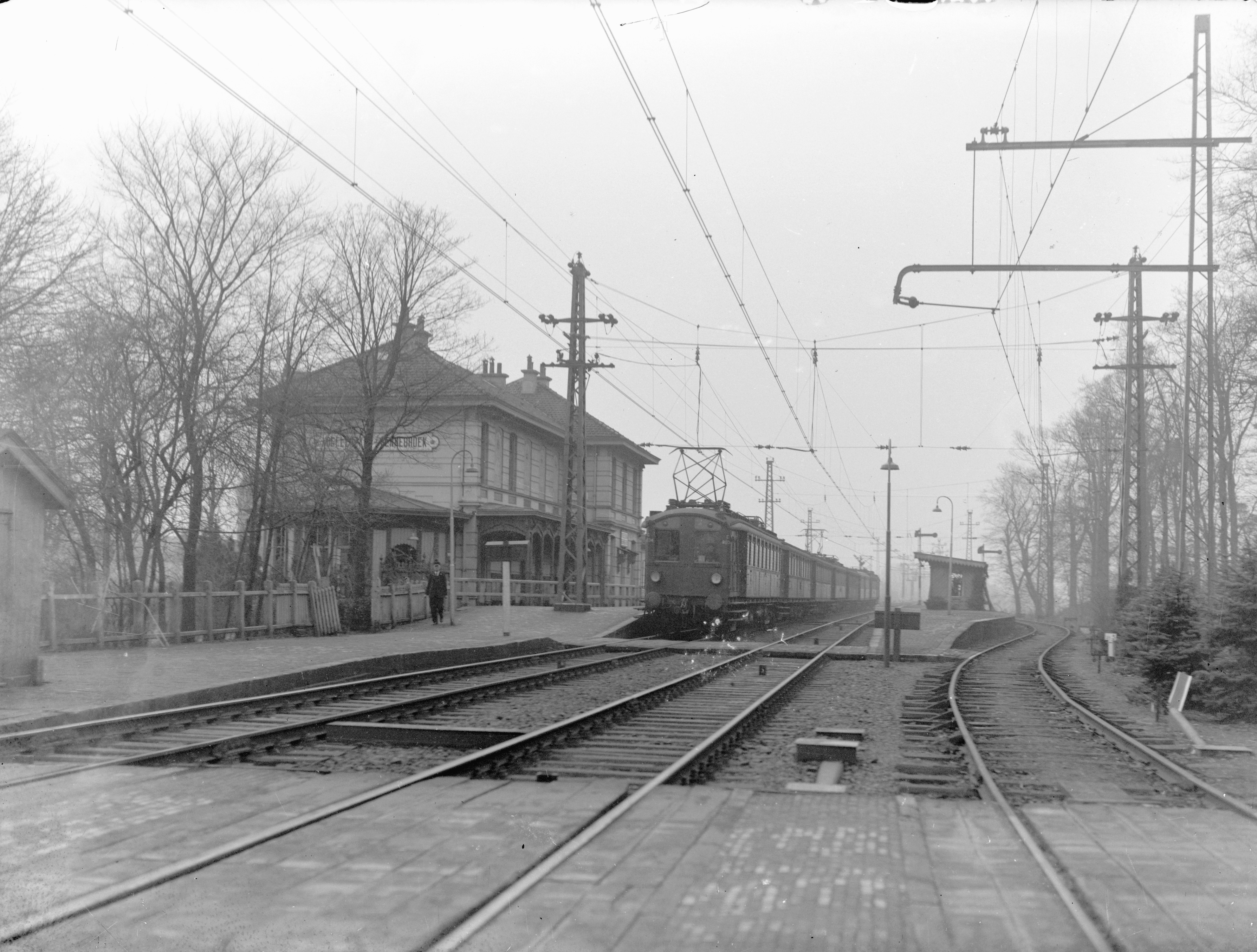
Trein bestaande uit rijtuigen van het elektrisch buffermaterieel ("blokkendozen", Mat '24) bij het station Vogelenzang-Bennebroek; circa 1930-1940.

Station Vogelenzang-Bennebroek werd geopend in 1842. Het huidige stationsgebouw is ontworpen door Dirk Margadant en stamt uit 1880. Bij de Spoorwegstaking van 1944 werd het station op 17 september van dat jaar gesloten. Toen de dienstregeling na de oorlog werd hervat, ging het station niet meer open. Het stationsgebouw bleef wel bestaan. Hierin werd een winkel gevestigd.
In de gemeenteraad van Bloemendaal werd op 7 november 2019 een motie aangenomen waarin werd gevraagd heropening van het station te onderzoeken.

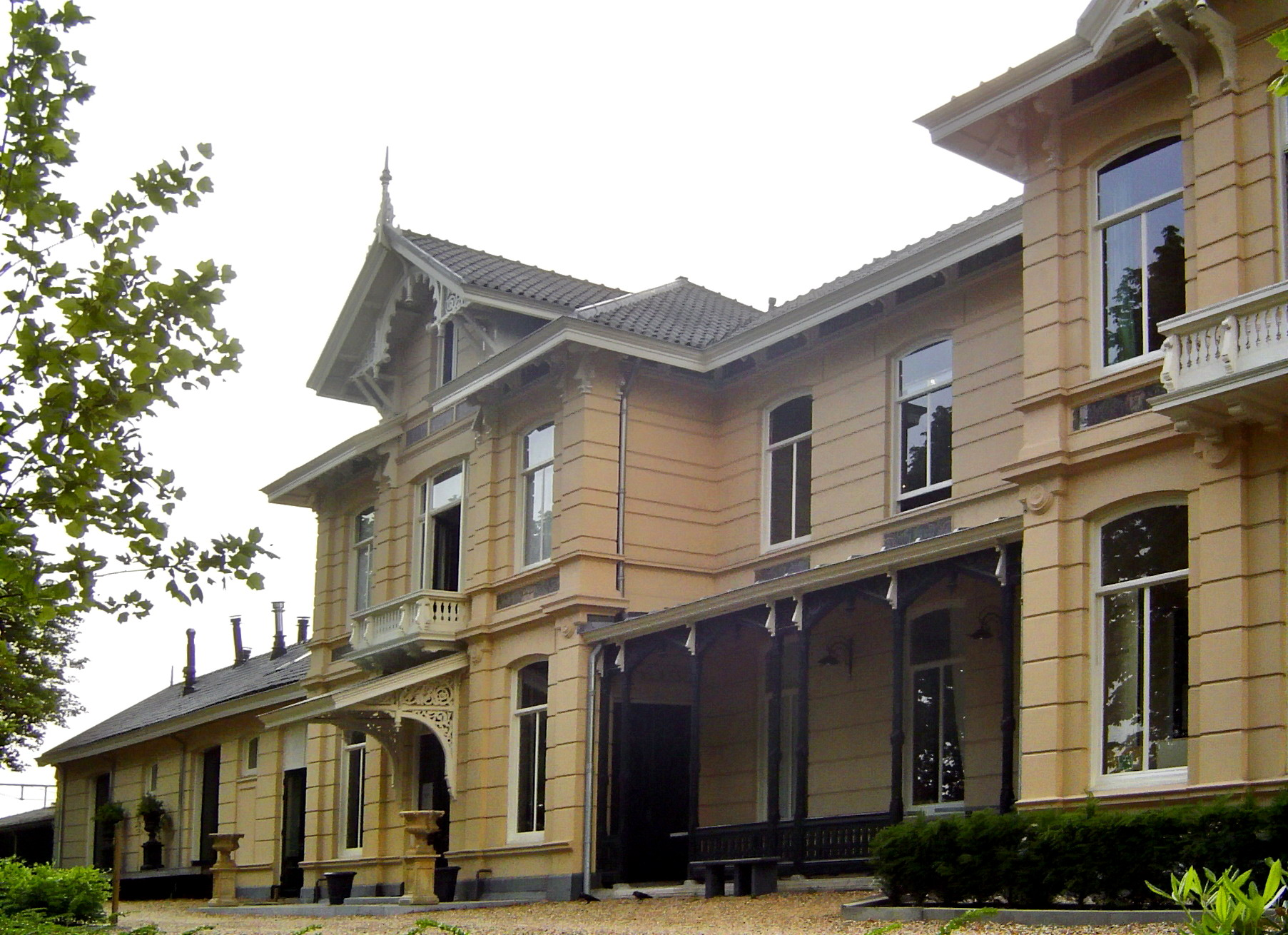
Voorzijde station; 2007.